# Station Hooton
Hooton is een spoorwegstation van National Rail in Hooton, Cheshire West and Chester in Engeland. Het station is eigendom van Network Rail en wordt beheerd door Merseyrail. 